# کوزلوک
کوزلوک (به ترکی استانبولی: Kozluk) (به ارمنی: Հազզո) (به کردی: Hezzo‎) یا قوزلوق شهری است در کشور ترکیه که در استان باتمان واقع شده‌است. جمعیت این شهر بر اساس سرشماری سال ۲۰۰۸ میلادی ۲۱٬۳۸۰ نفر و بر اساس برآوردهای سال ۲۰۰۹ میلادی ۲۱٬۱۰۹ نفر می‌باشد.